# Kunene (fleuve)
Pour les articles homonymes, voir Kunene.
Le Kunene (aussi écrit Cunene, Counène en français) est un fleuve d’Angola et de Namibie en Afrique australe. 

## Géographie
Il prend sa source sur les hauteurs de Bié, forme sur une partie de son cours la frontière entre l'Angola et la Namibie et se jette dans l'océan Atlantique.
Il est notamment marqué par le barrage de Gove, le barrage de Matala et les chutes Epupa.

## Projet d'aménagement
Le projet de création d'un barrage (le barrage Epupa) provoque des tensions dans la région, avec des risques sur l'écosystème local et la tribu des Himbas.